# Wellton
Wellton ist eine Stadt im Yuma County des US-Bundesstaats Arizona.
Das U.S. Census Bureau hat bei der Volkszählung 2020 eine Einwohnerzahl von 2.375 ermittelt.

## Lage
Wellton liegt an der Interstate 8, rund 29 Meilen östlich von Yuma.

## Geschichte
Wellton wurde 1878 gegründet und wurde 1970 eigenständig. In früheren Zeiten wurde Wellton noch als Well Town geschrieben. Ihren Namen erhielt die Ortschaft von der Southern Pacific Railroad.  Die Ortschaft wurde auch durch die Bahn gegründet, in der Gegend war aber schon in früherer Zeit eine Postkutschenstation. Der Bahnhof ist stillgelegt.